# Марк Валерий Попликола
Марк Валерий Попликола (на латински: Marcus Valerius Poplicola) e политик на Римската република. Произлиза от патрицианската фамилия Валерии, клон Попликола.
През 358 пр.н.е. той е началник на конницата на диктатор Гай Сулпиций Петик. През 355 пр.н.е. и 353 пр.н.е. той е консул отново с колега Гай Сулпиций Петик. Те се бият против етруските и завладяват техния град Чере през 353 пр.н.е.